# Yugoslavia en los Juegos Olímpicos de Grenoble 1968
Yugoslavia estuvo representada en los Juegos Olímpicos de Grenoble 1968 por un total de 30 deportistas que compitieron en 4 deportes.  
El equipo olímpico yugoslavo no obtuvo ninguna medalla en estos Juegos.